# Wolfgang Buck

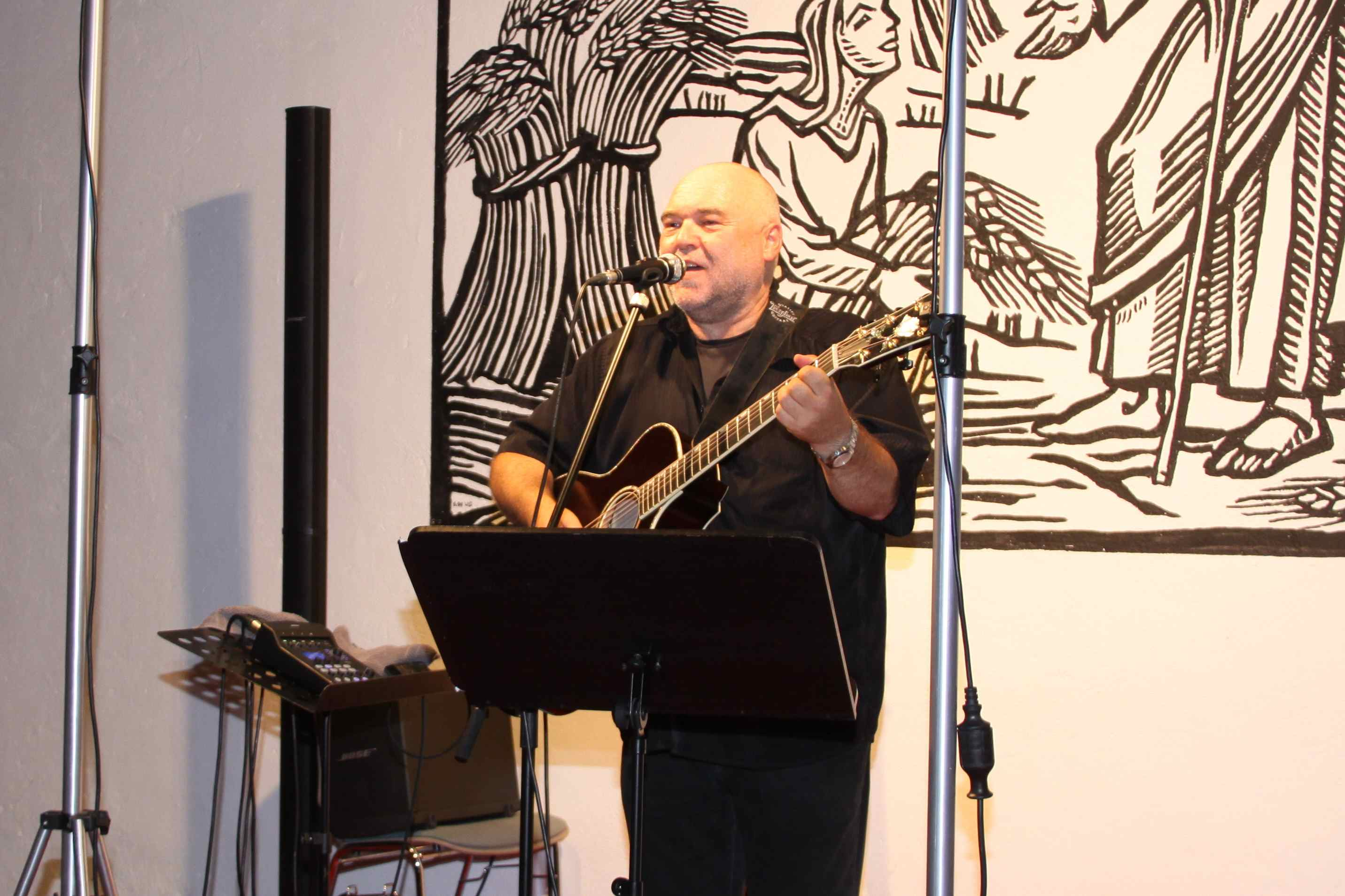
Wolfgang Buck (2014)

Wolfgang Buck (* 1958 in Puschendorf) ist ein deutscher Liedermacher, Pfarrer und Kabarettist, der in fränkischer Mundart vorträgt.

## Leben
Aufgewachsen ist Buck in Puschendorf. Nach dem Studium der Theologie war er 14 Jahre lang als evangelischer Pfarrer in Trabelsdorf bei Bamberg tätig. Schon zu dieser Zeit schrieb er Lieder in fränkischer Mundart, war damit auf Kleinkunstbühnen unterwegs und brachte auch CDs heraus. Als die Betätigung als Liedermacher immer mehr Zeit einnahm, ließ Wolfgang Buck sich als Pfarrer beurlauben und konzentriert sich seitdem in Vollzeit auf die künstlerische Laufbahn.
Besonders seit seinen beiden 1990er Programmen und CDs Schaunerhie und Gemmeraweng, die Wolfgang Buck mit seiner Band und den Bläsern der ehemaligen Berliner Soulband Die Zöllner eingespielt hat, sowie Auftritten im Vorprogramm von Hubert von Goisern und Joan Baez, erlangte Buck einen großen Bekanntheitsgrad im östlichen Süddeutschland.
Die ganz besondere fränkische Weltsicht Wolfgang Bucks hat der Bamberger Maler und Zeichner Richard Wientzek zu einem Kartenwerk verdichtet, indem er Szenen aus allen Songs der CD Sambesi zu einer „Fränkischen Weltkarte“ zusammengefügt hat.
2006 wurde Buck mit dem Frankenwürfel, 2008 mit dem Wolfram-von-Eschenbach-Preis und 2021 mit dem Kulturpreis Bayern ausgezeichnet.
Wolfgang Buck ist verheiratet mit Elisabeth Buck und hat zwei Kinder. Sie leben in Erlau im Landkreis Bamberg.

## Diskografie
- 1988: Unkraud vergehd ned (remastered 2002)
- 1990: Grüne Streifm im Nudella, mal rockig, mal leise
- 1993: Schaunerhie mit Bläsersatz der Soul- und Funkband Die Zöllner, Max Kienastl an der Zigeunergeige und Roli Müller an der Gitarre
- 1996: Gemmeraweng mit Zöllner-Horns (Saxophonen, Flügelhörnern, Trompeten und Posaunen).
- 1998: Aganzallaans Solo live aus dem Frühjahr 1998
- 2001: Sambesi, mit eigener Band sowie Gastmusikern
- 2003: NEDSULAUD, Live-Album, im Duo mit dem Berliner Gitarristen Ralf Tonnius eingespielt
- 2006: Flusszigeiner, Studio-Album mit eigener Band und Gastmusikern
- 2009: Asu werd des nix, Studio-Album solo, beigelegt ist die DVD Wi’s Wedder werd mit der Live-Aufnahme eines Konzerts vom April 2008
- 2012: Genau underm Himml, Studio-Album mit der Wolfgang Buck Band
- 2015: KUMMDMERNAHAM, Live-Album
- 2018: Des Gwärch & des Meer
- 2022: Visäwie